# ペットロス症候群
ペットロス症候群（ペットロスしょうこうぐん）とは、ペットと死別したり、ペットが行方不明になったり、盗難に遭ったりしたことなどを契機に発生する、疾患ないし心身の症状のこと。治療法や支援法については、「ペットロス症候群#治療」を参照。

## 概要
ペットロスは、文字通り「ペットを失う事」である。これは、ペットと共に過ごす事によって培われた深い愛着・愛情が、突然に訪れるペットの「死」や行方不明などによって行き場をなくしてしまうことによって強い悲嘆に陥る。このような愛情の対象を喪失することで起きる悲嘆によって抑うつや分離症状といった心身（精神的・身体的）の症状が起きることを病理的悲嘆(pathologic grief)といい、慢性的で強い症状を経験するとペットロス症候群と呼ばれる。
ペットロス症候群とは、ペットとの別れなどというストレスが契機となって発症した精神疾患（症候群≒病気≒疾患）を言い、診断において一致している見解として、
- 6か月以上の期間を経ても強度の症状が継続する（期間）
- 自己が認識する悲しみの感情を、発症した症状による身体的苦痛が圧倒するほど激しい（症状）
- 日常生活に支障をきたしている（生活への支障）

という点が重視される。
ペットロス症候群に至る要因には様々な事情があり、ペットを安楽死させたことについて自分の決断を長く悔やむ人もいる。ペットを代替可能な愛玩物と考える人もいることから、ペットの死で悩んでいることが周囲の人に理解されないという問題もある。「また飼えばいいじゃない」という心無い言葉に傷ついたり、ペットの死にいつまでも悩んでいる自分は異常なのではないかと思い詰める人も多い。また、愛していたペットを失うというよりも、生活環境の変化などから次のペットを飼えなくなったことによって発症する依存症的なケースもある。
最近、このような精神的・身体的障害が起こる原因として、飼い主のペットを伴侶動物（コンパニオンアニマル）としての位置づけが挙げられている。日本では2000年代頃から注目を集めるようになったが、ペット産業の盛んな米国では1990年代頃より精神疾患の契機として重要視されるようになった。日本では、内田百閒の『ノラや』（1957年）が、ペットロス症候群という言葉さえなかった頃の、同症候群に関する記述として注目される。

## 代表的な精神疾患・症状
以下に、代表的な精神疾患、精神症状・身体症状の例を示す。
- うつ病[3]
- 不眠
- 情緒不安定、疲労や虚脱感・無気力、めまい
- 摂食障害（拒食症・過食症）
- 精神病様症状[4]（ペットの声や姿が一瞬現れた気がする錯覚、幻視・幻聴などの幻覚や、「今に帰ってくるのではないか」という妄想など）
- 胃潰瘍など消化器疾患（心身症）

このような、精神疾患や症状を精神分析的に説明すると、ペットとの別れという現象を受け入れられない場合の防衛機制の一種である逃避であるとも解釈されよう。他方、行動療法（行動医学）の基礎理論である刺激反応モデルによって説明すると、ペットの別れという「刺激」に対する生体の「反応」ということになろう。
なお、ペットとの死別に関しては、社会学的には次のように説明される。近時の少子高齢化を背景に、ペットを生活上の伴侶として扱う（コンパニオンアニマル）人が増加している。ところが、ペットの寿命は10年程度であり、どうしてもヒトより短命である。このような人とのより深いかかわりを持つ動物の増加で、ペットとの死別という避けがたい出来事が、飼い主に深刻な影響を与えるケースが増加してきた。
軽度ないし遷延しない症状については、健全な精神性の発露とみなすことが可能ではあるが、健康を害するほどに悲嘆に暮れる状態は健全とは言えず、投薬を中心にして、必要に応じてカウンセリング等を併用する治療を必要とする場合もある。日本医師会では1ヶ月以上、悲しみが癒えずに不調が続いている場合に、受診を勧めている（外部リンク参照）。心療内科や精神科など専門医の受診も勧められる。
臨床心理士などによる心理療法の分野では、喪失体験からの回復過程を援助するためのプログラム（グリーフセラピー）を行う心理療法家が存在する。

## 治療
上述のグリーフセラピーを行う。加えて、グリーフケアを通して本人をサポートする。
ペットロスの飼い主が実際に会って互いに悲しみや苦しみを吐き出して共有する、セルフヘルプミーティングが実施される場合もある。そこでは、ペットロスの体験を共有しながら話をすることで、共感し、自分一人ではないことに気づく。すると心がほぐれ、自分の体験を語ることができるようになる。このような流れで、苦しみを吐き出すことができるようになり、心の負担が軽減される。
なお、先述のようにうつ病や不眠、摂食障害などがみられる場合の治療については、「うつ病#治療」・「不眠症#治療」・「摂食障害#治療」なども参照。
ペットロスちゃんねるがペットロスを解消した人151人を対象に行ったアンケートの集計結果によると、ペットロスを解消のきっかけになった出来事で多かった順に、「新しい仔を飼った」が23％、「時間が回復させてくれた」が9％、「お葬式や埋葬・供養などをした」が7％、「動画や写真を見た」が4％、「家族や友人と話した」が3％などとなっている。

## 関連事象
この問題では、飼い主がもともと有していた依存的な性格傾向等を背景として、ストレスからの逃避として、アルコール依存症などの問題を引き起こすケースも見られ、米国では加えて薬物依存症に発展する問題も指摘されている。
これらはペットの死に対して、事故死による「あの時、外に出るのを防いでいれば」や、病死における「獣医に見せていれば」というケースにて、自分に責任があると感じて、後悔や自責の念から精神的に参ってしまう場合や、あるいは治療を担当した獣医師の診療ミスを疑って、他を攻撃する事で心痛を紛らわしたりというケースも見られ、特に民事訴訟が盛んな米国では、このような「医療ミス」として訴訟に至る事例も少なく無い。
その一方で、「死」という現象を受け入れるための儀式として葬儀があるが、日本でも次第にペット供養などのサービスも増加しており、これらの需要が少なくないことがうかがわれる。ペットロス症候群では、死別を不可避と考え、自分の中の気持ちを切り替えていくことも治療の一環と考えられるため、何らかの形で失ったペットとの絆に一つの区切りを設けるのも必要なのだろう。